# Era Hònt dera Plaça
Era Hònt dera Plaça és una font de Vilac al municipi de Vielha e Mijaran (Vall d'Aran) inclosa a l'Inventari del Patrimoni Arquitectònic de Catalunya.

## Descripció
L'actual Hònt de Vilac manté una estructura allargassada davant d'Era Rectoria, de la qual aprofita com a paret de fons deth "lauadèr" l'antic portal d'accés de mig punt (paredat i aixoplugat per una moderna estructura), tot seguit "eth beurader", una llarga canal 13m. obrada amb tres fileres de carreus per part exterior, i finalment "era hònt" pròpiament dita. La font que ha perdut un dels dos brolladors, resta formada per una base,un cos resolt amb dues plaques unides per claus de ferro i un frontó triangular que duu la data de 1837

## Història
El qüestionari de Francisco de Zamora ens parla, ja que a cada plaça (Vilac tenia i té dues places) hi havia una font i un rentador públic (1789).